# Walter Kütz

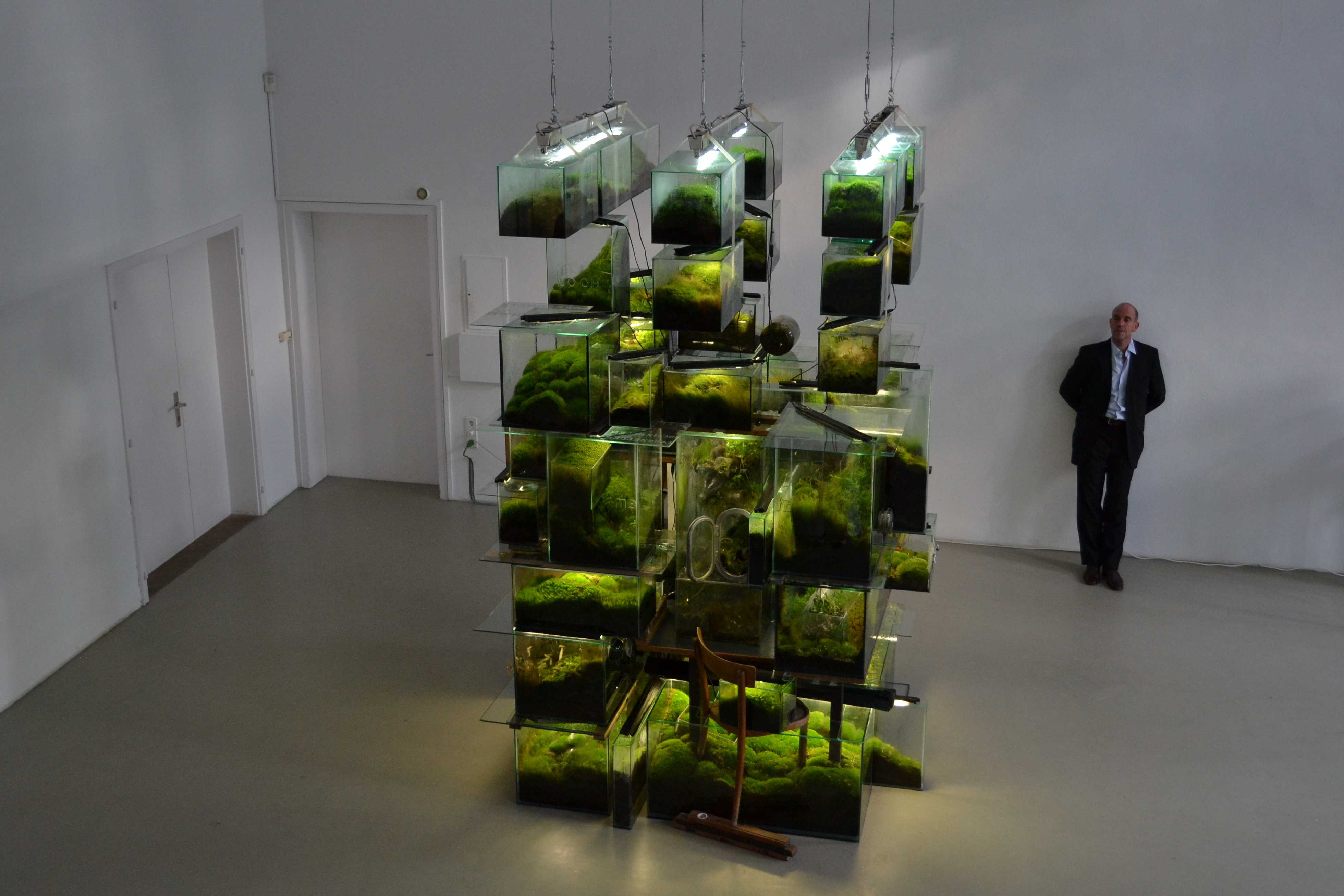
Walter Kütz (2011)

Walter Kütz (* 16. Dezember 1957 in Aachen) ist ein deutscher Bildhauer.

## Leben
Er studierte zunächst Biologie und Geologie und wechselt dann 1981 bis 1987 an die Kunstakademie Düsseldorf in die Klasse von Klaus Rinke. Hier wurde er 1987 Meisterschüler.
1988 erhielt er den Villa-Romana-Preis, 1990 das Karl-Schmidt-Rottluff-Stipendium und 1994 das HAP-Grieshaber-Stipendium.
Walter Kütz lebt nach kurzen Aufenthalten in Neapel, Brüssel und Verviers (Belgien) seit 1990 in Berlin.
Seit seiner Beteiligung an der Gruppenausstellung „Tiefe Blicke“ (Kunst der achtziger Jahre aus der Bundesrepublik Deutschland, der DDR, Österreich und der Schweiz im Landesmuseum Darmstadt 1985) wird er national, seit seiner Arbeit „Entstehung der Arten“ von 1990 auch international diskutiert.
Zu Beginn seiner künstlerischen Arbeit benutzt er natürliche Stoffe wie Holz, Textilien, Federn, Teer und Wachs. Seit Mitte der 1990er-Jahre kommen Gips und Kautschuk hinzu.
Anfangs benutzte er abgelegte Textilien wie Mäntel und Hemden, um daraus Tierköpfe zu formen. Später begann er lebende Moose in Glasbehältern zu riesigen Skulpturen aufzutürmen. Große Abgüsse aus Wachs und Kautschuk folgten.

## Einzelausstellungen
- 1983 Museumsverein im Von der Heydt-Museum, Wuppertal
- 1983 Galerie Rüdiger Schöttle, München
- 1987 Galerie Schneider, Konstanz
- 1990 Galerie Johnen & Schöttle, Köln
- 1991 Neuer Aachener Kunstverein, Aachen
- 1994 Galerie Schneider, Frankfurt/M
- 1996 Städtisches Kunstmuseum, Reutlingen
- 1997 Galerie manus presse, Stuttgart
- 2000 Raum für Kunst (Elisengalerie), Aachen
- 2007 Galerie Hübner & Hübner, Frankfurt/M
- 2009 Galerie Hübner & Hübner, Frankfurt/M
- 2011 Forum Kunst Rottweil Walter Kütz Skulptur
- 2016 Forum Kunst, Walter Kütz: ONE SIZE FITS ALL, Rottweil

## Gruppenausstellungen
- 1983 Tiefe Blicke, Hessisches Landesmuseum Darmstadt (Katalog)
  - Sammlung Ulbrich, Kunstmuseum Düsseldorf
  - Moderne Kunst, Düsseldorf Achenbachstrasse
- 1985 Lothringer Strasse, München
- 1987 Bonner Kunstverein, Preisträger des Bundeswettbewerbs des BMBW
  - Bestiarium, Galerie Rüdiger Schöttle, München
  - Galerie Johnen&Schöttle, Köln
- 1988 Salone Villa Romana, Florenz
- 1990 Suermondt-Ludwig-Museum, Aachen
- 1991 Peter-Mertens-Stipendium, Bonner Kunstverein
- 1995 Kunsthalle Düsseldorf
- 1997 Museum Kunst Palast, Düsseldorf
- 1998 Dieter Krieg / Walter Kütz, Galerie Hübner, Frankfurt/M

- Stadtgalerie Bern

- 2002 Schauraum, Kunsthalle Darmstadt, Darmstadt
- 2004 Wildnis im Kunstlabor, Ludwig Forum für Internationale Kunst Aachen Sammlung Ludwig
- 2009 Ferne Nähe Natur in der Kunst der Gegenwart, Kunstmuseum Bonn
- 2010 Art Alarm – Galerie Klaus Gerrit Friese, Stuttgart
- 2014 Ross ohne Reiter. Das Pferd in der Kunst der Gegenwart. Kunstmuseum Solingen
  - Animals – Galerie Hübner & Hübner, Frankfurt/Main